# 제니퍼 에스포지토
제니퍼 에스포지토(영어: Jennifer Esposito, 1973년 4월 11일 ~ )는 미국의 배우, 영화 감독, 영화 각본가이다. 1995년 연속극 《The City》로 데뷔하였다.

## 출연 작품

### 영화
- 선샤인 보이 (1996) - 지니 역
- 히 갓 게임 (1998)
- 나는 네가 지난 여름에 한 일을 알고 있다 (1998) - 낸시 역
- 청혼 (1999) - 대프니 역
- 썸머 오브 샘 (1999) - 루비 역
- 드라큘라 2000 (2000) - 솔리나 역
- 돈 세이 워드 (2001) - 샌드라 캐시디 형사 역
- 웰컴 투 콜린우드 (2002)
- 마스터 오브 디즈가이즈 (2002, The Master of Disguise) - 제니퍼 베이커 역
- 크래쉬 (2004) - 리아 역
- 택시: 더 맥시멈 (2004) - 마타 로빈스 역
- 애인 차는 법 (2004, Breakin' All the Rules) - 리타 먼로 역
- 쉬즈 퍼니 댓 웨이 (2014)
- 매리 (2019) - 클라크슨 형사 역

### 텔레비전
- The City (1995-96)
- 로앤오더: 범죄 전담반 (1996, 2006)
- 이야기 도시 (1997-99)
- 저징 에이미 (2004-05)
- 레스큐 미 (2007)
- 사만다 후? (2007-09)
- 블루 블러드 (2010-12, 2023-24)
- 루니 툰 - 벅스 버니와 대피 덕 (2011-12) - 애니메이션
- 미스트리스 (2015)
- 디 어페어 (2015-17)
- NCIS (2016-17)
- 블라인드스팟 (2018)
- 더 보이즈 (2019-20)
- 로앤오더: 성범죄 전담반 (2019-21)